# Solenysa longqiensis
Solenysa longqiensis là một loài nhện trong họ Linyphiidae.
Loài này thuộc chi Solenysa. Solenysa longqiensis được miêu tả năm 1992 bởi Li & Da-xiang Song.